# Ишбара-ябгу
Ишбара-ябгу (д/н— 661) — 2-й ябгу Тохаристану в 630—661 роках.

## Життєпис
Походив з династії Тохара-Ябгу, гілки тюркської династії Ашина. Син Тардуш-ябгу і доньки Цю Бойя, вана Гаочана. 630 року закохався в свою мачуху і стрийну одночасно, внаслідок чого отруїв батька. Захопив трон й оженився на мачусі.
642 року стикнувся з біглим каганом Ірбіс-Дулу, що захопив Кундуз. Вів запеклі війни з ним до 653 року.
У 645 році скористався послабленням Західнотюркського каганату, ставши фактично незалежним. 650 року визнав зверхність імперії Тан. Вперше серед ябгу став карбувати власні монети, у сасанидському стилі. Монетний двір розташовувався у Хуспі. На них викарбовано було Ішбара-ябгу з тіарою, прикрашеною головою бика та двома крилами. Згодом було відкрито монетні дворі в Гераті й Шубургані.
Можливо саме Ишбара-ябгу був очільником нападу на біглого перського шаха Єздигерда III або це зробив його підлеглий Біжан-Тархан. 652 року стикнувся з вторгненням арабів на чолі з Абдаллахом ібн Амром. 653 року зазнав поразки, втративши більшість володінь, зокрема Балх. Влада ябгу зберігалася лише в Кундузі та Бадахшані.
У 656 році отримав допомогу від танських військовиків, об'єднав согдійських й тохарських князів, перейшовши у наступ. В цей час в Арабському халіфаті почалася боротьба за владу. 659 року після загибелі Дженджу-шада (сина Ібрбіс-Дулу-кагана) відвоював Кундуз, але змушений був підтвердити зверхність танського імператора Лі Чжи. В результаті було відвойовано втрачені землі, а також Східний Хорасан з містом Нішапур. Тут було оголошено перським шахом представника Сасанідів — Пероза III.
Повалений ймовірно 661 року сінсіван-каганом Міше-шадом, що поставив на чолі Тохаристану свого сина Бабу-ябгу.